# Chokoladetyran
Chokoladetyran (latin: Neoxolmis rufiventris) er en fugleart, som findes i Argentina, Brasilien, Chile og Uruguay. Arten blev først beskrevet af Vieillot i 1823 og er den eneste i sin slægt Neoxolmis. Den tilhører den underorden af spurvefugle, der kaldes subosciner. 